# Ecublens (Fribourg)
Ecublens is een gemeente en plaats in het Zwitserse kanton Fribourg, en maakt deel uit van het district Glâne.
Ecublens telt 267 inwoners.